# Titolo di vapore
Il titolo di vapore è la frazione in massa di vapore in una miscela liquido-vapore (o "vapore umido").
In maniera analoga si definisce il titolo di liquido, cioè come la frazione in massa di liquido in una miscela liquido-vapore.

## Definizione matematica
Dal punto di vista matematico, il titolo di vapore è definito come:
{\displaystyle X={m_{v} \over {m_{v}+m_{l}}}}
quindi:
{\displaystyle X={m_{v} \over {m_{t}}}}
con:
- {\displaystyle m_{v}} massa di vapore;
- {\displaystyle m_{l}} massa del liquido
- {\displaystyle m_{t}} massa totale (somma di vapore e di liquido).

Il valore di X  varia da 0 (liquido saturo) a 1 (vapore saturo secco).
Per valori del titolo vicini a 1 si ha una massa di liquido piccola sotto forma di goccioline in sospensione. Per valori inferiori il liquido si deposita sul fondo del recipiente per effetto della gravità.